# Ádám Marosi
Ádám Marosi (* 26. Juli 1984 in Budapest) ist ein ungarischer Pentathlet.

## Leben
Seine erste Medaille bei Weltmeisterschaften gewann er 2008 mit Bronze im Staffelwettbewerb. Im Jahr darauf wurde er im Einzel und mit der Mannschaft jeweils Weltmeister. 2010 folgte nochmals Bronze, diesmal mit der Mannschaft.
2011 gewann er mit Bronze im Einzel, Silber mit der Mannschaft und Gold im Staffelwettbewerb einen kompletten Medaillensatz. Marosi wurde 2013 nochmals Weltmeister mit der Mannschaft sowie 2014 mit der Staffel.
Er nahm 2012 in London erstmals an den Olympischen Spielen teil. Mit 5836 Punkten errang er hinter David Svoboda und Cao Zhongrong die Bronzemedaille. Bei den Spielen 2016 in Rio de Janeiro beendete er den Wettkampf auf dem zwölften Platz.